# Australian Open-mesterskabet i damedouble 2018
Australian Open-mesterskabet i damedouble 2018 var den 92. turnering om Australian Open-mesterskabet i damedouble. Turneringen var en del af Australian Open 2018 og blev spillet i Melbourne Park i Melbourne, Victoria, Australien i perioden 17. - 26. januar 2018.
Mesterskabet blev vundet af Tímea Babos og Kristina Mladenovic, som i finalen besejrede Jekaterina Makarova og Jelena Vesnina med 6-4, 6-3. Det femteseedede ungarsk-franske makkerpar vandt dermed deres første grand slam-titel som partnere. Det var parrets første turnering som makkere efter at de to spillere godt to år tidligere havde opgivet deres samarbejde efter WTA Finals 2015. For Babos var sejren den første grand slam-titel i hendes karriere efter at hun tidligere havde tabt en grand slam-finale i mixed double og to finaler i damedouble, herunder Wimbledon-finalen i 2014 sammen med netop Mladenovic. Triumfen var til gengæld Mladeninovic' anden grand slam-titel i damedouble, idet hun tidligere havde sejret i French Open-mesterskabet i damedouble 2016 sammen med landsmandinden Caroline Garcia. Derudover havde franskmanden tidligere vundet to grand slam-mesterskaber i mixed double, så sejren var hendes fjerde grand slam-titel i alt i karrieren.
De andenseedede finalister, Makarova og Vesnina, formåede dermed ikke at sikre sig en karriere-grand slam i damedouble. Det russiske par havde tidligere vundet damedoubletitlerne ved French Open i 2013, US Open i 2014 og Wimbledon-mesterskaberne i 2017, og Australian Open-mesterskabet var således det eneste de manglede i samlingen. Finalenederlaget var deres andet i Melbourne, eftersom de også tabte i 2014-finalen til Sara Errani og Roberta Vinci.
De to finalistpar havde i øvrigt i deres respektive kvartfinaler begge tabt et sæt med 0-6, inden de afgjorde kampene i tiebreak i tredje sæt. Og inden finalen havde begge par tabt to sæt og afgivet 116 partier i de første fem runder.
De forsvarende mestre, Bethanie Mattek-Sands og Lucie Šafářová, forsvarede ikke deres titel, fordi Mattek-Sands fortsat genoptrænede efter den skade, hun pådrog sig under Wimbledon-mesterskaberne 2017. I stedet stillede Šafářová op med Barbora Strýcová som makker, og det fjerdeseede, rent tjekkiske par tabte i kvartfinalen til Hsieh Su-Wei og Peng Shuai med 1-6, 4-6.

## Pengepræmier og ranglistepoint
Den samlede præmiesum til spillerne i damedouble androg A$ 3.216.000 (ekskl. per diem), hvilket var en stigning på ca. 7,4 % i forhold til året før.
| Resultat                   | Pengepræmier | Pengepræmier | Ændring ift. 2017 | WTA-point |
| Resultat                   | Pr. par      | Total        | Ændring ift. 2017 | WTA-point |
| -------------------------- | ------------ | ------------ | ----------------- | --------- |
| Vinder (1 par)             | A$ 700.000   | A$ 700.000   | +6,1 %            | 2.000     |
| Finalist (1 par)           | A$ 350.000   | A$ 350.000   | +6,1 %            | 1.300     |
| Semifinalister (2 par)     | A$ 175.000   | A$ 350.000   | +6,1 %            | 780       |
| Kvartfinalister (4 par)    | A$ 90.000    | A$ 360.000   | +9,1 %            | 430       |
| Tabere i 3. runde (8 par)  | A$ 49.000    | A$ 392.000   | +8,9 %            | 240       |
| Tabere i 2. runde (16 par) | A$ 29.500    | A$ 472.000   | +9,3 %            | 130       |
| Tabere i 1. runde (32 par) | A$ 18.500    | A$ 592.000   | +7,2 %            | 10        |
| Samlet præmiesum           | -            | A$ 3.216.000 | +7,4 %            | -         |

## Turnering

### Deltagere
Turneringen havde deltagelse af 64 par, der var fordelt på:
- 57 direkte kvalificerede par i form af deres ranglisteplacering.
- 7 par, der havde modtaget et wildcard.

#### Seedede par
De 16 bedst placerede af parrene på WTA's verdensrangliste blev seedet.
| Seedning | Rang. | Spillere                               | Resultat     |
| -------- | ----- | -------------------------------------- | ------------ |
| 1        | 6     | Latisha Chan Andrea Sestini Hlaváčková | Kvartfinale  |
| 2        | 6     | Jekaterina Makarova Jelena Vesnina     | Finale       |
| 3        | 20    | Ashleigh Barty Casey Dellacqua         | Anden runde  |
| 4        | 21    | Lucie Šafářová Barbora Strýcová        | Kvartfinale  |
| 5        | 33    | Tímea Babos Kristina Mladenovic        | Vinder       |
| 6        | 34    | Gabriela Dabrowski Xu Yifan            | Kvartfinale  |
| 7        | 41    | Kiki Bertens Johanna Larsson           | Første runde |
| 8        | 46    | Hsieh Su-Wei Peng Shuai                | Semifinale   |

| Seedning | Rang. | Spillere                                   | Resultat     |
| -------- | ----- | ------------------------------------------ | ------------ |
| 9        | 48    | Andreja Klepač María José Martínez Sánchez | Første runde |
| 10       | 55    | Irina-Camelia Begu Monica Niculescu        | Semifinale   |
| 11       | 55    | Shuko Aoyama Yang Zhaoxuan                 | Tredje runde |
| 12       | 57    | Raquel Atawo Anna-Lena Grönefeld           | Tredje runde |
| 13       | 58    | Nicole Melichar Květa Peschke              | Tredje runde |
| 14       | 59    | Chan Hao-Ching Katarina Srebotnik          | Tredje runde |
| 15       | 59    | Alicja Rosolska Abigail Spears             | Anden runde  |
| 16       | 61    | Barbora Krejčíková Kateřina Siniaková      | Tredje runde |

#### Wildcards
Syv par modtog et wildcard til turneringen.
| Rang. | Spillere                         | Resultat     |
| ----- | -------------------------------- | ------------ |
| 246   | Jiang Xinyu Tang Qianhui         | Første runde |
| 309   | Jessica Moore Ellen Perez        | Anden runde  |
| 377   | Priscilla Hon Ajla Tomljanović   | Første runde |
| 535   | Naiktha Bains Isabelle Wallace   | Første runde |
| 684   | Alison Bai Zoe Hives             | Første runde |
| 1032  | Astra Sharma Belinda Woolcock    | Første runde |
| 1266  | Kimberley Birrell Jaimee Fourlis | Første runde |

### Resultater

#### Kvartfinaler, semifinaler og finale
| Latisha Chan          |
| A. Sestini Hlaváčková |

| Tímea Babos         |
| Kristina Mladenovic |

| Tímea Babos         |
| Kristina Mladenovic |

| Lucie Šafářová   |
| Barbora Strýcová |

| Hsieh Su-Wei |
| Peng Shuai   |

| Hsieh Su-Wei |
| Peng Shuai   |

| Tímea Babos         |
| Kristina Mladenovic |

| Irina-Camelia Begu |
| Monica Niculescu   |

| Jekaterina Makarova |
| Jelena Vesnina      |

| Jennifer Brady |
| Vania King     |

| Irina-Camelia Begu |
| Monica Niculescu   |

| Gabriela Dabrowski |
| Xu Yifan           |

| Jekaterina Makarova |
| Jelena Vesnina      |

| Jekaterina Makarova |
| Jelena Vesnina      |

#### Første, anden og tredje runde
| Latisha Chan          |
| A. Sestini Hlaváčková |

| Han Xinyun |
| Liang Chen |

| Latisha Chan          |
| A. Sestini Hlaváčková |

| Wang Qiang |
| Wang Yafan |

| Oksana Kalasjnikova |
| Varvare Lepchenko   |

| Oksana Kalasjnikova |
| Varvare Lepchenko   |

| Latisha Chan          |
| A. Sestini Hlaváčková |

| Tatjana Maria      |
| Pauline Parmentier |

| Chan Hao-Ching     |
| Katarina Srebotnik |

| Michaëlla Krajicek |
| Alla Kudrjavtseva  |

| Michaëlla Krajicek |
| Alla Kudrjavtseva  |

| Laura Robson    |
| CoCo Vandeweghe |

| Chan Hao-Ching     |
| Katarina Srebotnik |

| Chan Hao-Ching     |
| Katarina Srebotnik |

| Andreja Klepač        |
| M.J. Martínez Sánchez |

| Viktorija Golubic |
| Nina Stojanović   |

| Viktorija Golubic |
| Nina Stojanović   |

| Arina Rodionova        |
| Natalija Vikhljantseva |

| Kateryna Bondarenko |
| Aleksandra Krunić   |

| Kateryna Bondarenko |
| Aleksandra Krunić   |

| Viktorija Golubic |
| Nina Stojanović   |

| Jeļena Ostapenko  |
| A. Pavljutjenkova |

| Tímea Babos         |
| Kristina Mladenovic |

| Lara Arruabarrena      |
| Arantxa Parra Santonja |

| Lara Arruabarrena      |
| Arantxa Parra Santonja |

| Natela Dzalamidze |
| Xenia Knoll       |

| Tímea Babos         |
| Kristina Mladenovic |

| Tímea Babos         |
| Kristina Mladenovic |

| Lucie Šafářová   |
| Barbora Strýcová |

| Naomi Broady |
| Anna Smith   |

| Lucie Šafářová   |
| Barbora Strýcová |

| Kateryna Kozlova  |
| Julija Putintseva |

| Raluca Olaru |
| Olga Savtjuk |

| Raluca Olaru |
| Olga Savtjuk |

| Lucie Šafářová   |
| Barbora Strýcová |

| Veronika Kudermetova |
| Aryna Sabalenka      |

| Sorana Cîrstea      |
| Beatriz Haddad Maia |

| Sorana Cîrstea      |
| Beatriz Haddad Maia |

| Sorana Cîrstea      |
| Beatriz Haddad Maia |

| Alizé Cornet   |
| Heather Watson |

| Alicja Rosolska |
| Abigail Spears  |

| Alicja Rosolska |
| Abigail Spears  |

| Raquel Atawo        |
| Anna-Lena Grönefeld |

| Astra Sharma     |
| Belinda Woolcock |

| Raquel Atawo        |
| Anna-Lena Grönefeld |

| Monique Adamczak |
| Storm Sanders    |

| Eri Hozumi |
| Miyu Kato  |

| Eri Hozumi |
| Miyu Kato  |

| Raquel Atawo        |
| Anna-Lena Grönefeld |

| Ljudmyla Kitjenok |
| Makoto Ninomiya   |

| Hsieh Su-Wei |
| Peng Shuai   |

| Lesley Kerkhove  |
| Lidzija Marozava |

| Lesley Kerkhove  |
| Lidzija Marozava |

| Mihaela Buzărnescu |
| María Irigoyen     |

| Hsieh Su-Wei |
| Peng Shuai   |

| Hsieh Su-Wei |
| Peng Shuai   |

| Kiki Bertens    |
| Johanna Larsson |

| Nadiia Kitjenok     |
| Anastasia Rodionova |

| Nadiia Kitjenok     |
| Anastasia Rodionova |

| Anna-Lena Friedsam  |
| Alison Van Uytvanck |

| Kristýna Plíšková |
| Donna Vekić       |

| Kristýna Plíšková |
| Donna Vekić       |

| Nadiia Kitjenok     |
| Anastasia Rodionova |

| Nao Hibino   |
| Darija Jurak |

| Irina-Camelia Begu |
| Monica Niculescu   |

| Jessica Moore |
| Ellen Perez   |

| Jessica Moore |
| Ellen Perez   |

| Mirjana Lučić-Baroni |
| Andrea Petkovic      |

| Irina-Camelia Begu |
| Monica Niculescu   |

| Irina-Camelia Begu |
| Monica Niculescu   |

| Nicole Melichar |
| Květa Peschke   |

| Kimberley Birrell |
| Jaimee Fourlis    |

| Nicole Melichar |
| Květa Peschke   |

| Madison Brengle |
| Monica Puig     |

| Madison Brengle |
| Monica Puig     |

| Alison Bai |
| Zoe Hives  |

| Nicole Melichar |
| Květa Peschke   |

| Daria Gavrilova |
| Darja Kasatkina |

| Jennifer Brady |
| Vania King     |

| Jennifer Brady |
| Vania King     |

| Jennifer Brady |
| Vania King     |

| Elise Mertens |
| Demi Schuurs  |

| Ashleigh Barty  |
| Casey Dellacqua |

| Ashleigh Barty  |
| Casey Dellacqua |

| Gabriela Dabrowski |
| Xu Yifan           |

| Kirsten Flipkens    |
| Francesca Schiavone |

| Gabriela Dabrowski |
| Xu Yifan           |

| Catherine Bellis    |
| Markéta Vondroušová |

| Jekaterina Aleksandrova |
| Anastasija Sevastova    |

| Jekaterina Aleksandrova |
| Anastasija Sevastova    |

| Gabriela Dabrowski |
| Xu Yifan           |

| Jiang Xinyu  |
| Tang Qianhui |

| Ahuko Aoyama  |
| Yang Zhaoxuan |

| Mona Barthel    |
| Carina Witthöft |

| Mona Barthel    |
| Carina Witthöft |

| Taylor Townsend |
| Renata Voráčová |

| Ahuko Aoyama  |
| Yang Zhaoxuan |

| Ahuko Aoyama  |
| Yang Zhaoxuan |

| Barbora Krejčíková |
| Kateřina Siniaková |

| Priscilla Hon    |
| Ajla Tomljanović |

| Barbora Krejčíková |
| Kateřina Siniaková |

| Zarina Dijas  |
| Magda Linette |

| Zarina Dijas  |
| Magda Linette |

| Naiktha Bains    |
| Isabelle Wallace |

| Barbora Krejčíková |
| Kateřina Siniaková |

| Dalila Jakupović  |
| Irina Khromatjeva |

| Jekaterina Makarova |
| Jelena Vesnina      |

| Lauren Davis |
| Alison Riske |

| Dalila Jakupović  |
| Irina Khromatjeva |

| Eugenie Bouchard |
| Sloane Stephens  |

| Jekaterina Makarova |
| Jelena Vesnina      |

| Jekaterina Makarova |
| Jelena Vesnina      |